# Nightmare (canción de Avenged Sevenfold)
«Nightmare» es una canción incluida en el álbum del mismo nombre por el grupo estadounidense de metal alternativo Avenged Sevenfold. Fue el primer sencillo del álbum lanzado el 18 de mayo de 2010 en iTunes, junto a un video en YouTube en el que podía leerse la letra.

## Vídeo
El 17 de julio fue estrenado un vídeo de la canción en el que se puede ver a M. Shadows, el vocalista de la banda, en mal estado y siendo llevado en una camilla por un hospital. Durante el trayecto, el enfermo parece sufrir alucinaciones visuales en las que ve, entre otras cosas, una batería destruida, ensangrentada y con arañas (en honor a The Rev quien le tenía fobia y en el video de Afterlife, dejó que le corrieran unas por el cuerpo solo por sus fanes).
A lo largo del vídeo también pueden observarse diversos homenajes. M. Shadows aparecen luciendo una camiseta del grupo Motörhead, también se puede ver a los integrantes tocando de negro en sentido de luto y en los últimos segundos se muestra una batería con el logo de Avenged Sevenfold, un claro tributo a The Rev, antiguo baterista del grupo, fallecido el 28 de diciembre.
En el video no aparece tocando la batería Mike Portnoy, ya que el mismo quería que tratara de Avenged Sevenfold y viendo que The Rev escribió la mayor parte de la batería para el álbum, Mike pensó que sería un error que apareciera en dicho video. El video musical se basa en gran medida de la famosa escena de la película Jacob's Ladder donde Jacob Singer es tirado en una camilla a través del infierno. Esto se debía a que la banda sabía que esta era una de las películas favoritas de The Rev.

## Posicionamiento en listas y certificaciones
| Lista (2010)                              | Mejor posición |
| ----------------------------------------- | -------------- |
| Canadá (Hot 100)                          | 48             |
| Estados Unidos (Billboard Hot 100)        | 51             |
| Estados Unidos (Alternative Songs)        | 12             |
| Estados Unidos (Mainstream Rock Tracks)   | 2              |
| Estados Unidos (Rock Songs)               | 3              |
| Reino Unido (The Official Charts Company) | 65             |

| País           | Organismo certificador | Certificación | Ventas  | Ref.  |
| -------------- | ---------------------- | ------------- | ------- | ----- |
| Estados Unidos | RIAA                   | Disco de Oro  | 500 000 | [ 5 ] |

## Personal
- M. Shadows — Voz
- Synyster Gates — Guitarra principal
- Zacky Vengeance — Guitarra
- Johnny Christ — Bajo
- The Rev † - Batería

Músicos adicionales
- Mike Portnoy - Batería en vivo